# 나의 Ex
《나의 Ex》(誰先愛上他的, Dear Ex)는 타이완에서 제작된 쉬쯔얀 감독의 2018년 코미디, 드라마, 멜로/로맨스 영화이다. 잉-슈안 쉐이 등이 주연으로 출연하였다.
2018년 11월 2일 상영되었다.

## 출연

### 주연
- 잉-슈안 쉐이